# Windows Mail
Windows Mail es un cliente de correo electrónico y grupos de noticias incluido exclusivamente en el sistema operativo Windows Vista. Es el sucesor de Outlook Express. Microsoft anunció este programa en Channel 9, el 10 de octubre de 2005.
Al contrario que Outlook Express, Windows Mail no se considera un componente de Internet Explorer. Por lo tanto, no fue diseñado para versiones de Windows anteriores a Vista, como sí lo hizo Internet Explorer 7, el cual está disponible para Windows XP. Windows Mail está oculto en Windows 7,  Y Windows Mail no está disponible en Windows Server 2008.

## Características
Aunque la interfaz de Windows Mail tiene algunas diferencias menores en comparación con la de Outlook Express (como los iconos de la barra de herramientas que son reemplazados por unos más acordes a la interfaz de Windows Vista, y algunas características incorporadas de Outlook 2003 como el panel derecho "reading pane"), los cambios mayores no son visibles para el usuario.
- Los mensajes de correo electrónico se almacenan ahora en archivos individuales en vez de en una única base de datos. Un índice transaccional de base de datos permite la búsqueda en tiempo real y mejora la estabilidad y confiabilidad de los datos almacenados. En caso de corrupción, los índices pueden ser reconstruidos a partir de los archivos de mensajes.
- La información sobre la cuenta no se almacena completamente en el registro. En lugar de esto se almacena junto al correo mismo, haciendo posible copiar una configuración entera de Windows Mail y mensajes almacenados a otro sistema en un simple paso.
- Añadidas características como el filtrado de correo basura Bayesial, dominio a nivel superior y bloqueo de codificación.
- Incorporado un filtro anti-phishing para proteger a los usuarios de sitios web identificados como maliciososs o fraudes.
- Añadido el Grupos de Ayuda de Microsoft, un enlace preconfigurado a los grupos de noticias de Microsoft. Una funcionalidad adicional ha sido colocada en el top de funcionalidades para grupos de noticias estándar, la cual permite que hilos individuales sean marcados como una pregunta ("question") o como una pregunta respondida ("answered question"). Los posteos pueden ser calificados también.

## Características eliminadas
Hay algunas características que no están presentes en Windows Mail pero que sí se incluyen en su predecesor, Outlook Express.
- No tiene WebDAV.
- No se integra con Windows Messenger. Se puede usar Windows Live Mail para más características, el cual se integra con Windows Live Contacts.
- No se pueden personalizar columnas individualmente para cada carpeta. Por instancia, el emisor en la carpeta "Mensajes enviados" y el destinatario en la "Bandeja de entrada" son, en la mayoría de los casos, la misma persona, por lo tanto tal información trivial podría ser omitida para destinar más espacio a otras columnas que muestren información no trivial como líneas largas de asunto. Por eso es que en Windows Mail todas las carpetas usan la misma configuración.
- No permite a los usuarios cambiar de identidad o administrar múltiples identidades cuando se ejecuta una instancia del programa. En cambio, las identidades no se ven restringidas a cada cuenta de usuario particular y no se necesita crear identidades adicionales, simplemente se crea una nueva cuenta de usuario.[1]

## Críticas
Microsoft ha sido criticado por generar confusión al crear varias aplicaciones diferentes para correo electrónico, como Microsoft Outlook, Outlook Express, Windows Mail y Windows Live Mail.